# 道草キッチン
『道草キッチン』（みちくさキッチン）は、2025年秋に公開予定の日本映画。監督は白羽弥仁、主演は26年ぶりに映画主演となる中江有里。
徳島県吉野川市市制20周年、板野町町制70周年を記念し、共同制作された映画で、脚本は、白羽監督と知愛によるオリジナルストーリー。
都会に住む50代の身寄りのない女性・桂木立が吉野川市に移住し、さまざまな事情を抱えた地元の人、懸命に生きるベトナムの人たちや自然豊かな食材で作られるベトナム料理と出会って、次第に自身の生き方を見直していく姿が描かれる。
2025年6月29日から開催中のベトナム第3回ダナン・アジア映画祭パノラマ部門に招待され、7月1日・4日の2回ワールドプレミア上映が行われた。
舞台・ロケ地となった徳島県では、同年11月7日からシネマサンシャイン北島とイオンシネマ徳島にて先行公開予定。

## キャスト

### 主要人物
桂木立（かつらぎ りつ）〈50〉
演 - 中江有里
都会で小さな喫茶店を営む身寄りのない女性。再開発の影響で店は立ち退きを余儀なくされ、閉店となる。
徳島県吉野川市に住む見知らぬ人からの相続通知が届き、訪れたことのない徳島への移住を決心する。

### その他
- 金井浩人[7]、村上穂乃佳[7]、本間淳志[7]、ファム・ティ・フォン・タオ[7]、荒木知佳[7]、芝博文[7]、仁科貴[7]、大塚まさじ[7]、今陽子[7]

## スタッフ
- 監督 - 白羽弥仁
- 脚本 - 白羽弥仁、知愛
- 企画協力 - 三谷一夫[8]
- エンディング曲 - 石井琢磨「月の光」[7]
- プロデュース - 三谷一夫[8]
- プロデューサー - 向田優[8]
- 撮影 - 藍河兼一[8]
- 照明 - 鈴村真琴[8]
- 録音 - 松野泉[8]
- 美術 - 西村立志[8]
- 衣装 - チバヤスヒロ[8]
- ヘアメイク - 上田深里[8]
- 助監督 - 岡本博文[8]
- ベトナム料理監修 - ベトナム料理研究所[8]
- フードコーディネーター - 佐伯茉南[8]
- キャスティング - 曺明実[8]
- 宣伝美術 - 普照大督[8]
- 制作担当 - 大宮実[8]
- 配給 - キョウタス[8]